# Amerikanische Auster

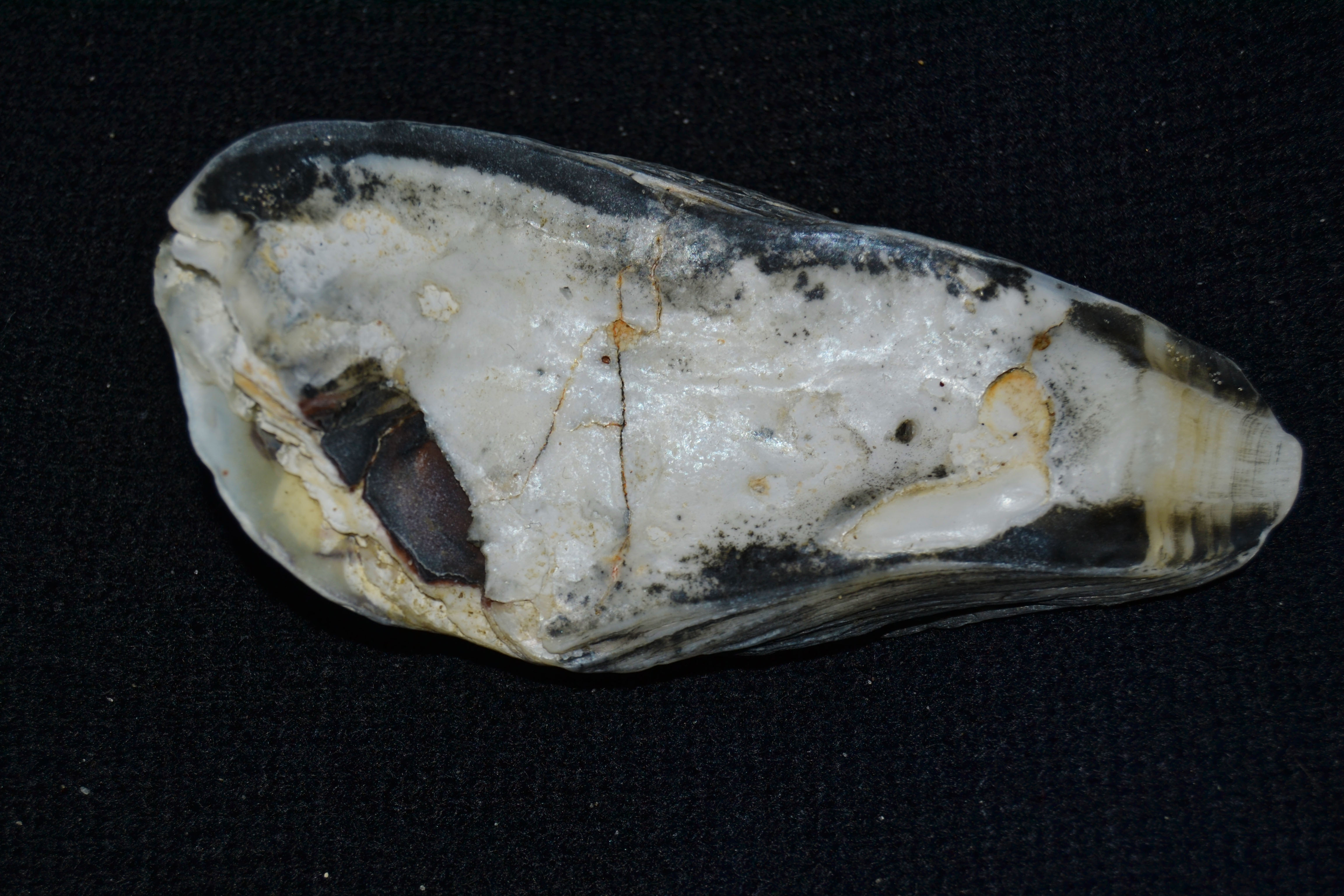
Unterseite

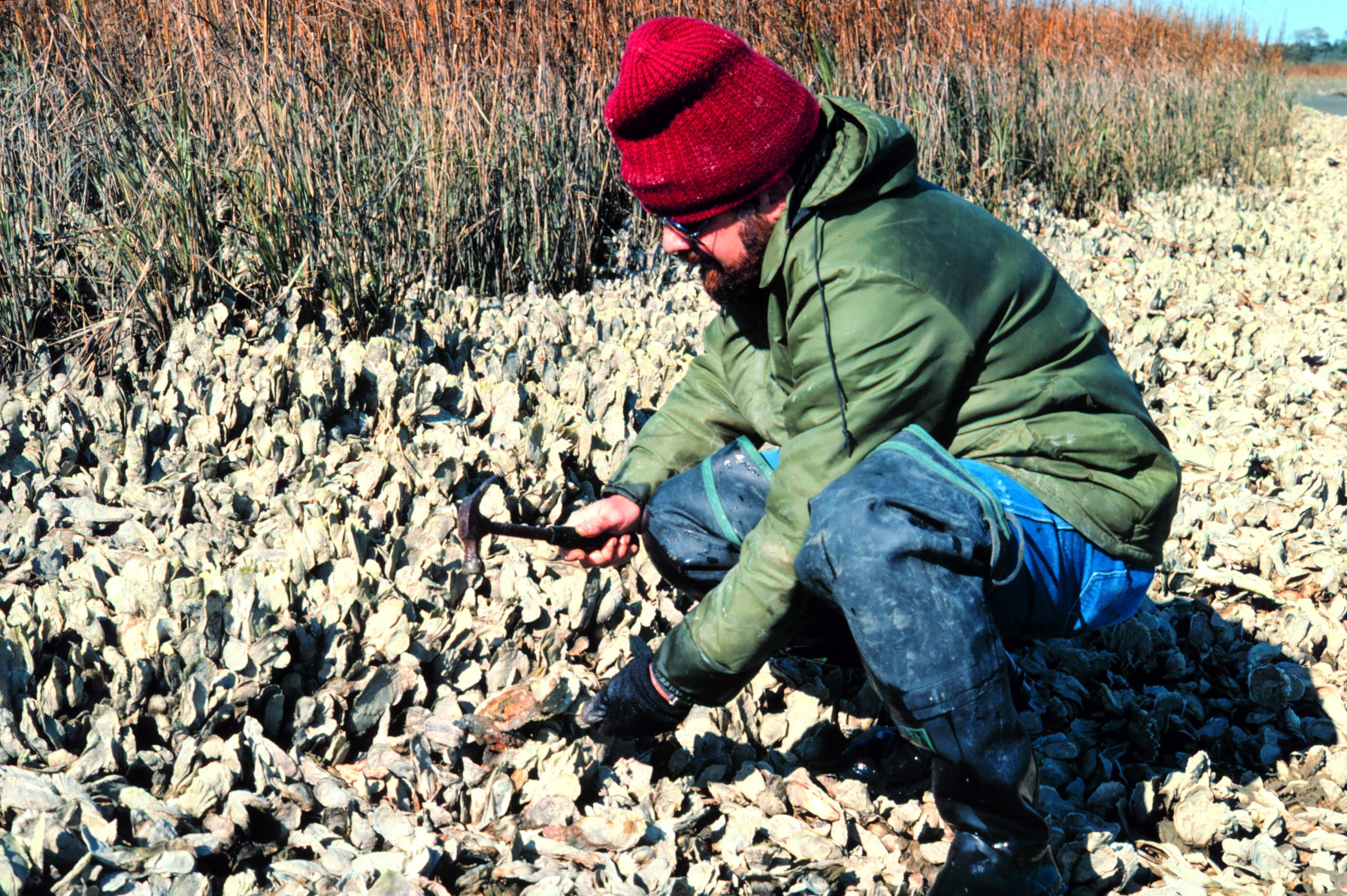
Austernbank

Die Amerikanische Auster (Crassostrea virginica) ist die zweitwichtigste Austernart mit einem Weltmarktanteil von 5,1 Prozent (2003). Sie heißt auf Französisch Huître (creuse) américaine und auf Englisch American (cupped) oyster.

## Aussehen
Amerikanische Austern sind meist oval geformt. Die Schale ist hart aber nicht sehr kantig, dabei ist die untere Schale relativ flach. Die Farbe ist meist grau, gelegentlich auch bräunlich. Die Auster ist mittelgroß und kann bis zu 38 cm lang und 1,3 kg schwer werden, die kommerzielle Größe beträgt 8–18 cm.

## Verbreitung
Diese Austernart findet sich an der Ostküste Nordamerikas, von der Mündung des Sankt-Lorenz-Stroms in Kanada bis zum Golf von Mexiko und weiter bis Panama. Ein wichtiger Herkunftsort ist die Chesapeake Bay (USA).

## Lebensweise
Die Amerikanische Auster lebt in Küstengewässern in Tiefen von 0,5 bis 75 Metern. Sie benötigt harten Untergrund, zur Not setzt sie sich auch auf älteren Austern fest. Sie bevorzugt Buchten und Mündungen von Flüssen, wo der Salzgehalt des Wassers zwischen 5 ‰ und 30 ‰ beträgt.

## Kommerzielle Nutzung und Gefährdung
Die Amerikanische Auster wird selten in Aquakultur gezüchtet, als einzige Austernart wird sie vorzugsweise (70 %) mit Schürfnetzen vom Meeresboden abgefischt. In manchen Regionen Nordamerikas leidet die Zucht der Amerikanischen Auster sehr unter Angriffen der auch als „Austernbohrer“ bezeichneten Schnecke Urosalpinx cinerea, die eine ganze Population vernichten kann. In diesen Gegenden werden die jungen Austern in geschützten Becken groß gezogen und erst im Alter von zwei Jahren im Meer ausgesetzt. Die Schalen sind dann dick genug, um dem Austernbohrer zu widerstehen.
Weltgrößter Produzent sind die USA mit 184.000 Tonnen pro Jahr, das sind 77 Prozent der Weltproduktion. Hier werden viele Austern in Chesapeake Bay abgefischt. Es folgen Mexiko (10 %) und Kanada (3 %). Die Auster leidet unter Überfischung und Gewässerverschmutzung und ist derzeit im Rückgang begriffen.

## Kulinarisches
Amerikanische Austern werden oft als „Fleischaustern“ verarbeitet und in Dosen gefüllt. In den USA werden sie auch roh verzehrt („geschlürft“), wobei sie zuvor nicht selten mit Ketchup und anderen würzigen Saucen „verfeinert“ werden. Bekannte Handelsbezeichnungen sind „Bluepoint“ (Connecticut), „Wellfleet“ und „Cotuit“ (Massachusetts), „Patuxent“ (Maryland), „Apalachicola“ und „Indian River“ (Florida), „Breton Sound“ und „Black Bay“ (Louisiana) sowie „Malpeque“ (Prince Edward Inseln, Kanada). Die Austernart wird außerhalb Nordamerikas nicht nachgefragt.

## Weltjahresproduktion
Jahresproduktion in Tonnen (Quelle: FAO/FIGIS)